# Hanns Weidinger
Hanns Weidinger (* 31. Januar 1899 in Nürnberg; † 9. Februar 1977 in München) war ein Offizier, zuletzt Generalingenieur, der deutschen Luftwaffe im Zweiten Weltkrieg.

## Leben
Beförderungen
- 1. April 1936 Flieger-Oberstabs-Ingenieur
- 1. Januar 1938 Flieger-Hauptstabs-Ingenieur
- 1. Juli 1940 Oberst-Ingenieur
- 1. August 1940 General-Ingenieur

Weidinger besuchte die Oberrealschule Nürnberg, an der er 1917 das Abitur machte. Nach dem Abitur war er vom 15. Oktober 1917 bis zum 24. Dezember 1918 Flugschüler und Reserveoffiziers-Aspirant in der Bayerischen Armee, die ihn als technischen Lehrer bei der Fliegerersatzabteilung 2 b (FEA 2b) in Fürth einsetzte. Nachdem er 1918 das Flugzeugführerpatent erhalten hatte, studierte er nach dem Ersten Weltkrieg, ab dem 25. Dezember 1918, Ingenieurwissenschaft an der TH München. Am 2. Januar 1919 renoncierte er als Fuchs beim Corps Transrhenania München. In Rücksicht auf seine Familienverhältnisse wurde ihm am 12. Juli 1919 der Austritt gestattet.
Nachdem er Ende Mai 1922 Diplom-Ingenieur für Maschinenelektronik geworden war, arbeitete er vom 28. April bis zum 14. Oktober 1922 als Ingenieur für den Aufbau der Flugzeugausstellung bei der Deutschen Gewerbeschau München. Danach ging er wieder an die Technische Hochschule in München zurück, wo er sich 1924 dem Aufruf zur Gründung einer akademischen Fliegergruppe anschloss. Diese besteht bis heute als Akaflieg München und konstruiert und baut Flugzeuge unter studentischer Leitung. Bis Ende März 1927 war er ordentlicher Assistent am Lehrstuhl für Verbrennungskraftmaschinen, an dem er zum Dr.-Ing. promovierte. Im April 1927 wechselte Weidinger als wissenschaftlicher Sachbearbeiter zur Deutsche Versuchsanstalt für Luftfahrt in Berlin-Karlshorst, wo er bis zum Jahresende verblieb.
Am 1. Januar 1928 als Ingenieur-Offizier in die Reichswehr eingetreten, war er bis Ende Juni 1934 technischer Versuchsflugzeugführer bei der Erprobungsstelle See in Travemünde.
Zum 1. Juli 1934 trat Weidinger der im geheimen Aufbau befindlichen Luftwaffe bei und fand zunächst wiederum als Gruppenleiter im Reichsluftfahrtministerium (RLM) Verwendung, wo er beim Luftwaffen-Geräte-Inspizient eingesetzt war. Von Ende Januar 1936 bis Ende März 1938 war er Gruppenleiter bei der Inspektion für Flugsicherheit und Gerät im RLM. Nach dem Anschluss Österreichs wurde Weidinger Ende März 1938 zum Chef-Ingenieur des Luftwaffenkommandos Österreich (der späteren Luftflotte 4) ernannt.
Seit dem 1. April 1939 war er Chef-Ingenieur der Luftflotte 2. In der gleichen Funktion kam er zur Luftflotte 4 und zur Luftflotte 5. In der Schlacht von Stalingrad war vor allem das VIII. Fliegerkorps der Luftflotte 4 für die Versorgung der eingeschlossenen Soldaten zuständig. Mit dem letzten Start wurde Weidinger aus dem Kessel ausgeflogen. Zum 15. November 1944 wurde er zu Junkers & Co. delegiert, wo er bis zum 14. Februar 1945 verblieb.
Nach Kriegsende und US-amerikanischer Kriegsgefangenschaft bis 1947 gründete er 1948 die Dr.-Ing. H. Weidinger KG (Industrievertretungen auf dem Starkstromgebiet), der er bis zur Übergabe an seine Kinder kurz vor seinem Tode vorstand. 1957 erwarb er erneut die zivile Privatpilotenlizenz.
Auf Antrag erhielt er das Transrhenanenband am 16. Mai 1964, nach 45 Jahren, zurück. Gleichzeitig wurde er philistriert.

## Mitgliedschaften
- Vorstandsmitglied des VDI-Bezirks München-Oberbayern
- Bund der Freunde der TH München
- Ehrenmitglied der Akaflieg München
- Traditionsgemeinschaft „Alte Adler“

## Auszeichnungen
- Eisernes Kreuz 2. Kl.
- Kriegsverdienstkreuz 1. Kl.
- Frontflugspange
- Goldene Ehrennadel des VDI
- Ehrenplakette des VDI
- Deutsches Kreuz in Silber (7. Juni 1944)